# Зубачёво
Зубачёво — упразднённая в 2019 году деревня в Сергиево-Посадском районе Московской области России. Вошла в городскую черту Сергиева Посада.

## География
Зубачёво расположено примерно в 3 км (по шоссе) на северо-восток от Сергиева Посада на речке Коперке, притоке реки Торгоши, высота центра деревни над уровнем моря — 213 м. На 2016 год в деревне зарегистрировано 6 садовых товариществ и 1 гск.

## История
6 сентября 2019 года деревня вошла в состав Сергиева Посада.
До упразднения — в составе муниципального образования городское поселение Сергиев Посад.
До 29 ноября 2006 года входила в состав Наугольновского сельского округа)).
Зубачёво известно с XV века, когда оно было куплено игуменом Никоном, преемником Сергия Радонежского, у некоего сына Зубачева и его матери, от фамилии которых произошло название. В 1504 году в селе насчитывалось 53 двора, располагался монастырский двор, в котором проживали слуги Троицкого монастыря. В XVI веке была построена новая Георгиевская церковь, в 1680 году Зубачёво ещё значилось селом, а по переписи 1728 года — уже деревней.

## Население
| 2002 | 2006 | 2010 |
| ---- | ---- | ---- |
| 51   | ↗53  | ↗55  |

## Инфраструктура
На 2019 год в Зубачёво 55 деревенских домов, отапливаемые углём и дровами. После включения в состав города региональное министерство энергетики запланировало газификацию сельской местности

## Транспорт
Автобусная связь с Сергиевым Посадом.